# 台中市足球場
24°10′06″N 120°38′00″E / 24.168255°N 120.633354°E
臺中市立足球場，又名臺中市專用足球場或朝馬足球場，位於臺中市朝馬路、環中路口，近中山高速公路台中交流道與中彰快速道路，隸屬於臺中市政府教育局，目前委由臺中市體育會足球委員會經營管理，為一座足球專用園區。

## 設施
包括二面11人制正式足球場、一面7人制足球場、一面5人制足球場，另加三面籃球場及停車場。交通方便，管理得當，2007年全年共有19項次足球活動，參加隊數568隊，舉辦696場球賽，堪稱全台灣使用率最高的足球場。